# ۲-sec-بوتیل-۵٬۴-دی‌هیدروتیازول
۲-سک-بوتیل-۵،۴-دی‌هیدروتیازول (به انگلیسی: 2-sec-Butyl-4,5-dihydrothiazole) یک ترکیب شیمیایی با شناسه پاب‌کم ۱۶۲۱۴۸ است. 